# 大阪市立泉尾北小学校
大阪市立泉尾北小学校（おおさかしりつ いずおきたしょうがっこう）は、大阪府大阪市大正区にある公立小学校。1914年4月に大阪市泉尾第二尋常小学校として、大阪市泉尾第一尋常小学校（現在の大阪市立泉尾東小学校）から分離開校した。太平洋戦争の戦災に伴い終戦直後の一時期は大阪市立中泉尾小学校に統合されたが、1953年に再開校している。なお中泉尾小学校は、当校の南西側の斜め向かいに立地する。

## 沿革
- 1914年4月 - 大阪市泉尾第二尋常小学校として開校。泉尾第一小学校（現在の泉尾東小学校）より分離。
- 1914年11月5日 - 校舎落成式を実施。この日を創立記念日とする。
- 1921年4月 - 大阪市鶴町尋常小学校（現在の鶴町小学校）を分離。
- 1922年4月 - 高等科を設置。大阪市泉尾第二尋常高等小学校と改称。
- 1922年4月 - 大阪市北恩加島尋常小学校（現在の北恩加島小学校）を分離。
- 1927年10月 - 火災により校舎を焼失。
- 1934年9月 - 校歌を制定。
- 1934年9月21日 - 室戸台風で校舎浸水、半壊の被害を受ける。
- 1941年4月1日 - 国民学校令により、大阪市泉尾北国民学校と改称。
- 1944年9月18日 - 徳島県麻植郡鴨島町・牛島村（現在の吉野川市）へ集団疎開。
- 1946年4月1日 - 戦災被害のため、大阪市中泉尾国民学校（現在の中泉尾小学校）へ統合されて休校。
- 1953年4月1日 - 大阪市立泉尾北小学校として再開校。
- 1955年6月 - 大阪市小学校学校給食研究指定校となる。（1956年度までの2年間）
- 1966年4月 - 大阪市道徳教育推進校に指定される。

## 通学区域
- 大阪市大正区 三軒家西3丁目、泉尾2丁目の全域。
- 大阪市大正区 泉尾1・6・7丁目のそれぞれ一部。

卒業生は基本的に大阪市立大正東中学校へ進学する。

## 交通
- 大阪シティバス 泉尾3丁目バス停、永楽橋筋バス停
- 大阪環状線・地下鉄長堀鶴見緑地線 大正駅 南西へ約1.3km。

## 校歌
1934年に制定された校歌は、野口雨情が作詞を担当した。